# Jack D. Dunitz

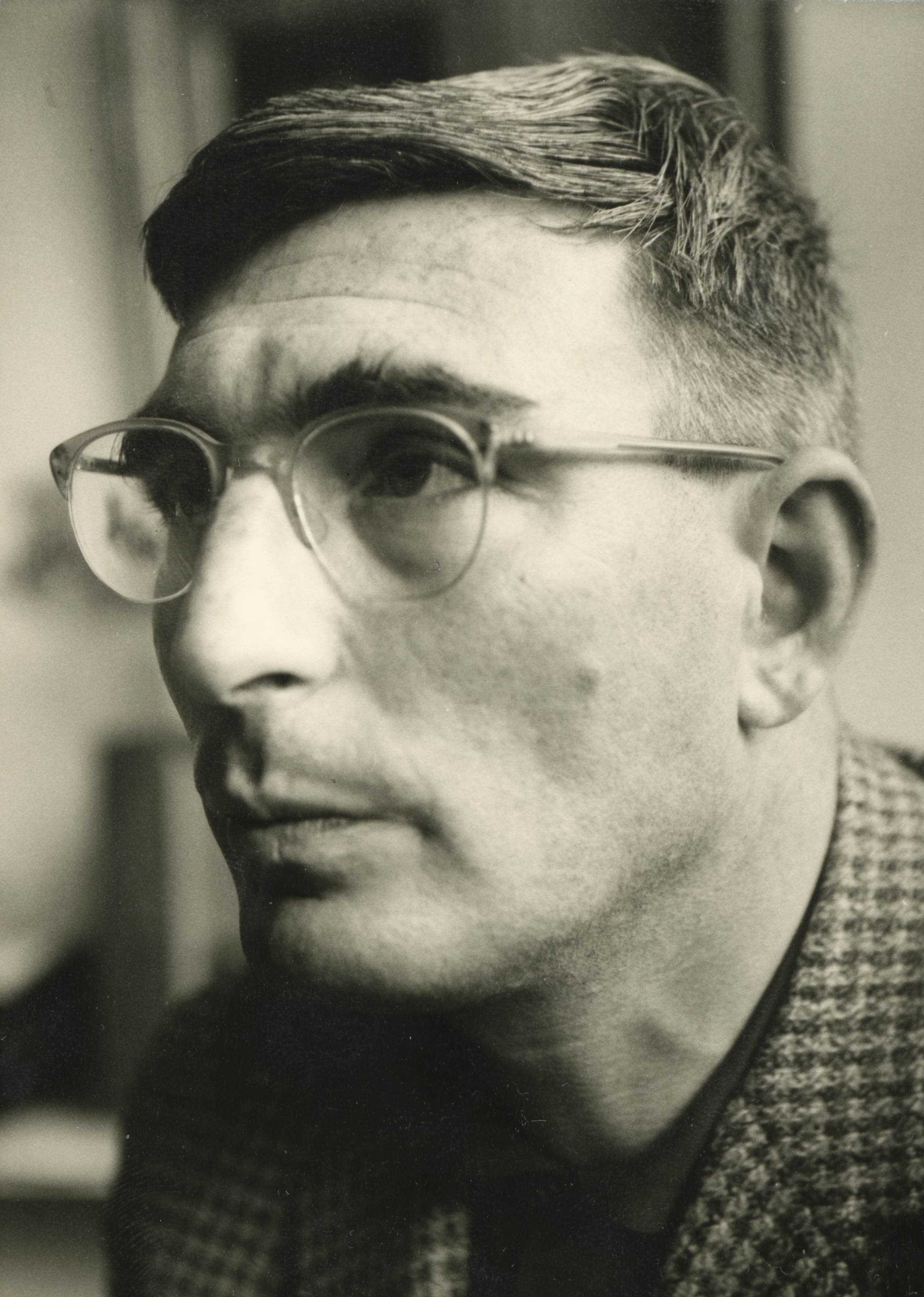
Jack D. Dunitz, circa 1960

Jack David Dunitz (* 29. März 1923 in Glasgow; † 12. September 2021) war ein britischer Chemiker und Hochschullehrer, der über 70 Jahre in der Kristallographie wirkte.

## Leben und Wirken
Jack Dunitz promovierte 1947 an der University of Glasgow in Chemie, arbeitete 1946 bis 1948 und 1951 bis 1953 an der Oxford University bei Dorothy Crowfoot Hodgkin, 1948 bis 1951 und 1953 bis 1954 am Caltech bei Linus Pauling, 1954 bis 1955 bei den National Institutes of Health, Bethesda, Maryland, USA, sowie 1956 bis 1957 an der Royal Institution, London.
1957 erhielt er eine Professur am organisch-chemischen Laboratorium der ETH Zürich, die er bis zu seiner Emeritierung 1990 innehatte. Ab 1992 war er der Forschungsgruppe von François Diederich an der ETH Zürich angegliedert.
Zusammen mit seinem Kollegen Hans Beat Bürgi (* 1942) bestimmte er in einer umfangreichen kristallographischen Studie den Winkel (107°), unter dem ein nucleophiler Angriff auf das Carbonylkohlenstoffatom stattfindet. Dieser Winkel wurde Bürgi-Dunitz-Winkel benannt.
Am 12. September 2021 starb Dunitz nach kurzer schwerer Krankheit im Alter von 98 Jahren.

## Mitgliedschaften und Preise (Auswahl)
1974 wurde Dunitz Mitglied der Royal Society. 1990 erhielt er den Gregori-Aminoff-Preis. Weiterhin ist er Mitglied der Akademie der Naturforscher Leopoldina (seit 1979), der Academia Europaea (seit 1989) und der Europäischen Akademie der Wissenschaften und Künste. Weiterhin ist er auswärtiges Mitglied der Königlich Niederländischen Akademie der Wissenschaften der US-amerikanischen National Academy of Sciences, der American Philosophical Society (1997) und der American Academy of Arts and Sciences (1997).

## Schriften
- X-Ray Analysis and the Structure of Organic Molecules. 1979
- Reflections on Symmetry in Chemistry ... and Elsewhere. (mit Edgar Heilbronner), 1992.